# Ильмино
Ильмино — село в Никольском районе Пензенской области России. Административный центр Ильминского сельсовета. Родина Героя Советского Союза Дмитрия Михайловича Климзова (1918—1946). В селе бывал Л. Н. Толстой.
В связи с административно-территориальными преобразованиями в Пензенской области, с 1962 г. по 1965 г. село входило в Лунинский район и носило название Илюшино, затем было вновь возвращено в состав Никольского района под прежним названием Ильмино.

## География
Расположен в северо-восточной части области, на реке Сура.

## История
Основано служилой мордвой. Упоминается (в 1689, 1692 гг.) как деревня Шукшинского стана Пензенского уезда Алемин и Алеминьс.
В 1719 г. — русское с. Богоявленское, Ильмино тож, 34 двора, вотчина графа Гавриила Ивановича Головкина, в 1747 г. — село Шукшинского стана Пензенского уезда графа Александра Гавриловича Головкина (221 ревизская душа) (РГАДА, ф. 350, оп.2, е.хр. 2539, лл. 585—596).

## Население
| 1710  | 1717  | 1747  | 1782  | 1864  | 1877  |
| ----- | ----- | ----- | ----- | ----- | ----- |
| 206   | ↗237  | ↗442  | ↗1057 | ↗1768 | ↗1881 |
| 1897  | 1911  | 1926  | 1930  | 1939  | 1959  |
| ↗2560 | ↗3117 | ↘3096 | ↘2875 | ↘2830 | ↘2798 |
| 1970  | 1979  | 1989  | 1996  | 2002  | 2010  |
| ↘2084 | ↘1476 | ↘1178 | ↘1141 | ↘917  | ↘765  |

## Известные жители
В селе родились:
- кавалер ордена Славы трёх степеней Дмитрий Васильевич Зимин (1923—1990) — снайпер 615-го стрелкового ордена Богдана Хмельницкого полка,
- Герой Советского Союза Дмитрий Михайлович Климзов (1918—1946).

В имении Ильмино Городищенского уезда жил Иван Петрович Качиони, в 1912 году избранный членом Государственной думы от Пензенской губернии.

## Инфраструктура
ЭСБЕ отмечало в Ильмино наличие школы и волостного правления.
В 1955 г. действовала центральная усадьба колхоза имени Ленина

## Транспорт
Автодорога общего пользования межмуниципального значения «с. Сура — с. Ильмино» 58-ОП-МЗ-Н-261.